# Cordulegaster heros
Cordulegaster heros Theischingre, 1979. je vrsta iz familije Cordulegastridae. Srpski naziv ove vrste je Veliki konjić daždevnjak.

## Opis vrste
Ovo je najkrupnija vrsta vilinskog konjica koju možemo naći kod nas. Žute šare na trbušnim segmentima se na bokovima šire i s donje strane spajaju obrazujući prstenove na telu. Grudi su žuto-crne, a oči zelene. Okcipitalni trougao je crn. Krila su čvrsta i providna sa izduženom, crnom pterostigmom. U analnom trouglu krila (osnova donjih krila) nalazi se četiri ili pet ćelija. Ova vrsta je endemična za jugoistočnu Evropu i najviše je prisutna na Balkanskom poluostrvu..

## Stanište
Naseljava manje reke i potoke s kamenitom podlogom, obraslih obala (najčešće onih koji teku kroz šumu).

## Životni ciklus
Parenje se odvija u vazduha, nakon čega ženke polažu jaja. Ženke poseduju dugu i čvrstu legalicu i jaja polažu ubušujući legalicu u pesak u plitkoj vodi potoka. Larveno razviće traje više godina i zavisi od sredinskih uslova. Larve su krupne, ukopavaju se u pesak odakle love iz zasede. Čest plen su im sitniji kičmenjaci uključujući i ribe. Nakon završetka larvenog razvića izležu se odrasli a svoje egzuvije ostavljaju na kamenju i granju blizu obale.

## Sezona letenja
Sezona letenja traje od juna do avgusta.